# 김필국
김필국(1967년~ , 서울)은 대한민국의 전직 배우로 서울문화재단 경영실장을 거쳐 강원문화재단 대표이사를 역임했으며 2023년 9월 실학박물관장에 임용되었다. 본관은 예안이다. 한국외국어대 연극반 . 극단 아리랑 출신으로 영화 이재수의 난, 아름다운 청년 전태일, '태백산맥' 등에 출연하였다. 현재 양평에 거주 중이다.